# Amigdale

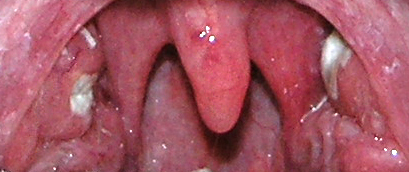
Pacient suferind de amigdalită pultacee

Amigdalele sunt două glande situate la nivelul gâtului, în spatele cavității bucale.
Amigdalele palatine sunt mase de țesut limfatic (un țesut conjunctiv specializat care are în componența sa un număr mare de limfocite) situate de o parte și de alta a gâtului, deasupra și în spatele limbii, în perimetrul faringelui, de o parte și de alta a omușorului, făcând parte din sistemul imunitar al organismului. Ele reprezintă primul organ care interzice pătrunderea microbilor în organism, fiind un organ de luptă împotriva infecțiilor. La nivelul lor se formează anticorpi și, în acest fel, organismul se poate apăra împotriva infecțiilor.

### Patologie
Boala manifestată prin inflamarea, acută sau cronică, a amigdalelor se numește amigdalită. Aceasta se poate recunoaște atât după durerea înțepătoare de la nivelul gâtului, cât și cu ochiul liber, deoarece amigdalele devin roșii, își măresc volumul (angină eritematoasă) și câteodată au pe suprafața lor puncte albe cu puroi, așa numita amigdalită pultacee. Angina pultacee reprezintă evoluția unei angine eritematoase cu apariția de puncte gălbui, mici, cu aspect cremos, depuneri la nivelul criptelor amigdaliene. În cadrul ei se poate descrie abcesul sau flegmonul periamigdalian și abcesul retrofaringian caracterizate printr-o intensă disfagie (dificultate în înghițirea alimentelor), febră și trismus (contracție spastică involuntară a mușchilor mandibulei, care împiedică deschiderea gurii).